# Let's Get It Right the First Time
Let's Get It Right the First Time è un album live degli SNFU pubblicato nel 1998.

## Tracce
1. Intro – 0:28
2. I Forget – 3:44
3. Better Than Eddie Vedder – 2:42
4. Loser At Death – 3:38
5. Don't Have the Cow – 2:44
6. Bobbit – 2:14
7. Fate – 2:51
8. Big Thumbs – 2:20
9. Painful Reminder – 4:03
10. Rusty Rake – 2:00
11. Eric's Had a Bad Day – 3:05
12. You Make Me Thick – 3:20
13. Drunk on a Bike – 3:50
14. Charlie Still Smirks – 3:26
15. Reality Is a Ride on the Bus – 3:14
16. The Gravedigger – 3:02
17. Cannibal Cafe – 2:28
18. Victims o the Womanizer – 2:43
19. The Watering Hole – 3:14